# ½ vivo ½ postumo
½ vivo ½ postumo  è il nono album discografico del cantautore italiano Max Arduini, pubblicato il 9 giugno 2017.
Il disco è stato registrato e arrangiato a Roma tra gennaio 2015 e gennaio 2016 con Valdimiro Buzi in collaborazione con Adriano Medde e Max Arduini.
Hanno collaborato al progetto Renato Marengo e Claudio Poggi, che ne è stato anche il produttore. L'album è stato premiato come miglior album d'autore 2017, trasmesso da radio Classic rock e recensito da vari mensili di musica come Raro più, Buscadero, Vinile.

## Tracce
Testi e musiche di Max Arduini (eccetto dove indicato).
1. Il varietà dei nani – 5:42
2. Sitting bull – 3:52
3. Fumetto di pesce – 3:20
4. La bestia nel campo di note – 3:55
5. Api – 5:08
6. Sul col Du Galibier (A Marco Pantani) – 3:31
7. Un sordo mormorio – 6:15 (musica: M. Arduini e S. Dionigi)
8. Dal '72 – 5:40
9. Treni tremens – 4:26

## Formazione
- Max Arduini - voce, cori, pianoforte
- Valdimiro Buzi - mandolino, tastiere, pianoforte, arrangiamenti, mixaggi e programmazione
- Adriano Medde  - arrangiamenti
- Costantino Buzi - chitarra
- Rosario Acunto - mastering
- Andrea Nobili - progetto grafico
- Giacomo Mearelli - servizio fotografico

## Singoli
1. Il varietà dei nani [7][8] – 5:42
2. Sitting bull [9] – 3:52